# Chiesa di Santa Maria di Ronzano
La chiesa di Santa Maria di Ronzano sorge isolata sopra ad un colle della valle Mavone, in località Ronzano, nel comune abruzzese di Castel Castagna, in provincia di Teramo. L'edificio appartenne al complesso monastico abbaziale dell'ordine dei benedettini che qui ebbero anche il convento, ormai scomparso, ed inclusa nel 1902 nell'elenco dei Monumenti nazionali italiani. L'abbazia è inserita in un itinerario turistico religioso denominato "Valle delle Abbazie".

## Storia
La scrittura documentale più antica che cita questa chiesa è un rescritto papale redatto ad Anagni sotto il pontificato di papa Lucio III, datato 21 gennaio 1184. Il papa rivolgendosi ad Oderisio, vescovo di Penne, in lite con Senebaldo, abate di San Quirico, e Giuditta presso Antrodoco, confermava la validità della sentenza del 22 dicembre 1183, composta «pro bono pacis de assensu utriusque partis», che sanciva i diritti sulle prepositure di Santa Maria di Ronzano, San Giovanni ad insulam ed altre chiese.
L'esatta data della costruzione della fabbrica è sconosciuta. Ferdinando Bologna, nei DAT, la colloca tra il 1170 e i primi anni del 1180 rilevando che l'interno della chiesa custodisce, nel lacunoso contesto epigrafico posto tra la parte inferiore dell'abside e la sua calotta, la data letta come 1171, interpretata anche come 1181 da Émile Bertaux o 1281 da altri storici.
Bologna adduce un secondo elemento come prova del periodo di elevazione dell'edificio rilevando la presenza del bassorilievo inserito nell'alzata di uno dei gradini che accedono alla zona absidale di sinistra. Il manufatto mostra scolpito un quadrupede animale simbolico. Si tratta di un elemento erratico di reimpiego databile fra il X e l'XI secolo, idoneo a testimoniare che vi fosse stata qualche opera nello stesso sito anteriore alla sentenza del dicembre 1183 e al documento di Lucio III.

## Architettura
Lo stile architettonico della chiesa è caratterizzato da una chiara impronta di stile romanico pugliese che si ritrova nell'impostazione delle finestrature, negli archi ciechi della zona del presbiterio e nella pianta che, sebbene internamente racchiuda tre absidi semicircolari, esternamente appare rettilinea. Queste caratteristiche accomunano la fabbrica di Ronzano alle chiese pugliesi della cattedrale di Bitonto, del duomo di San Corrado a Molfetta e della basilica di San Nicola a Bari.

### La facciata
Il prospetto, tripartito a spioventi, è stato alzato utilizzando laterizi lisci, lasciati a vista, disposti a taglio, ordinati uniformemente e pietre chiare, squadrate, poste in corrispondenza del movimento degli archi interni e delle mura del perimetro. La facciata è aperta da tre portali, due monofore ed un rosone ormai privo della raggiera, ma che conserva la sua cornice.

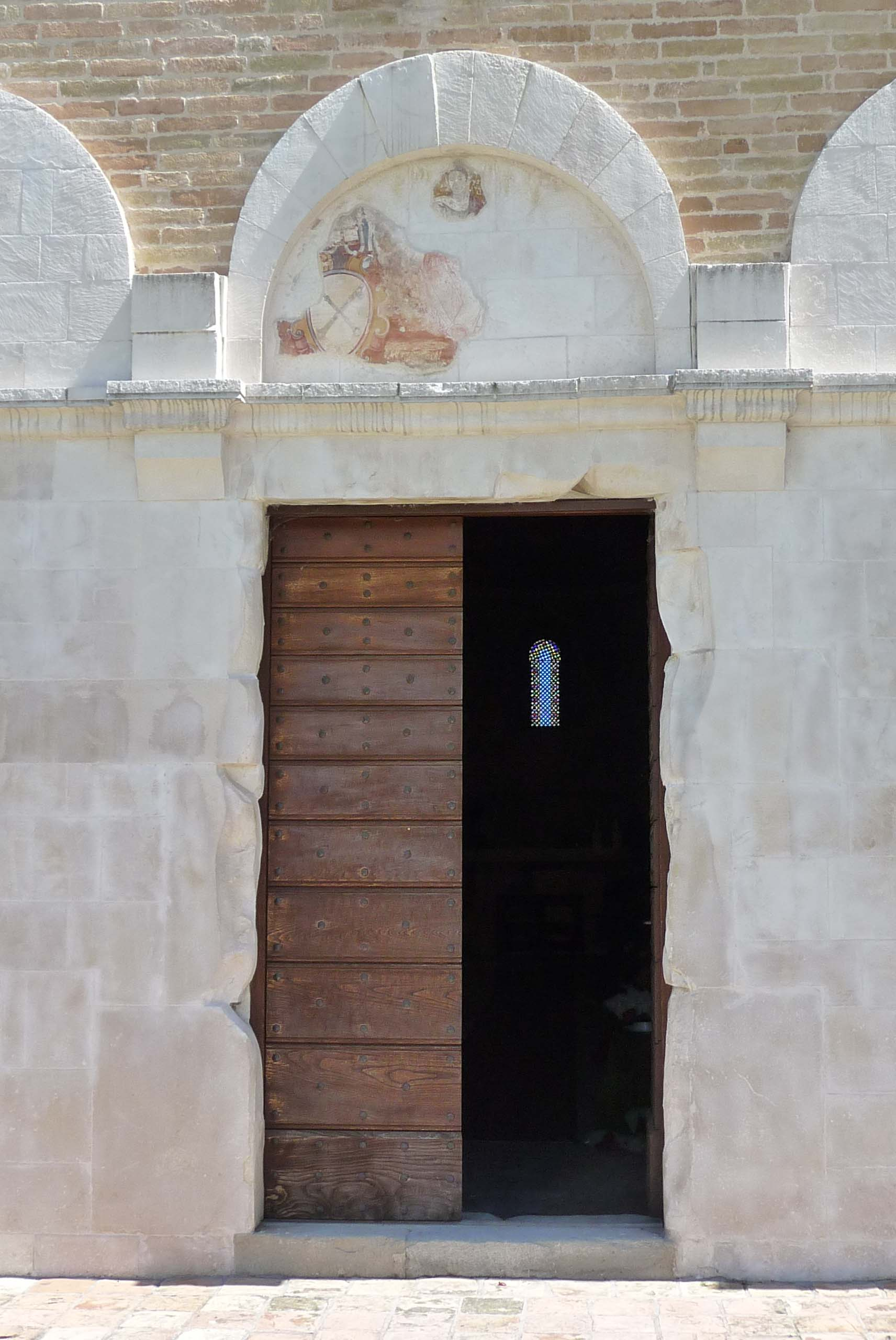
Il portale
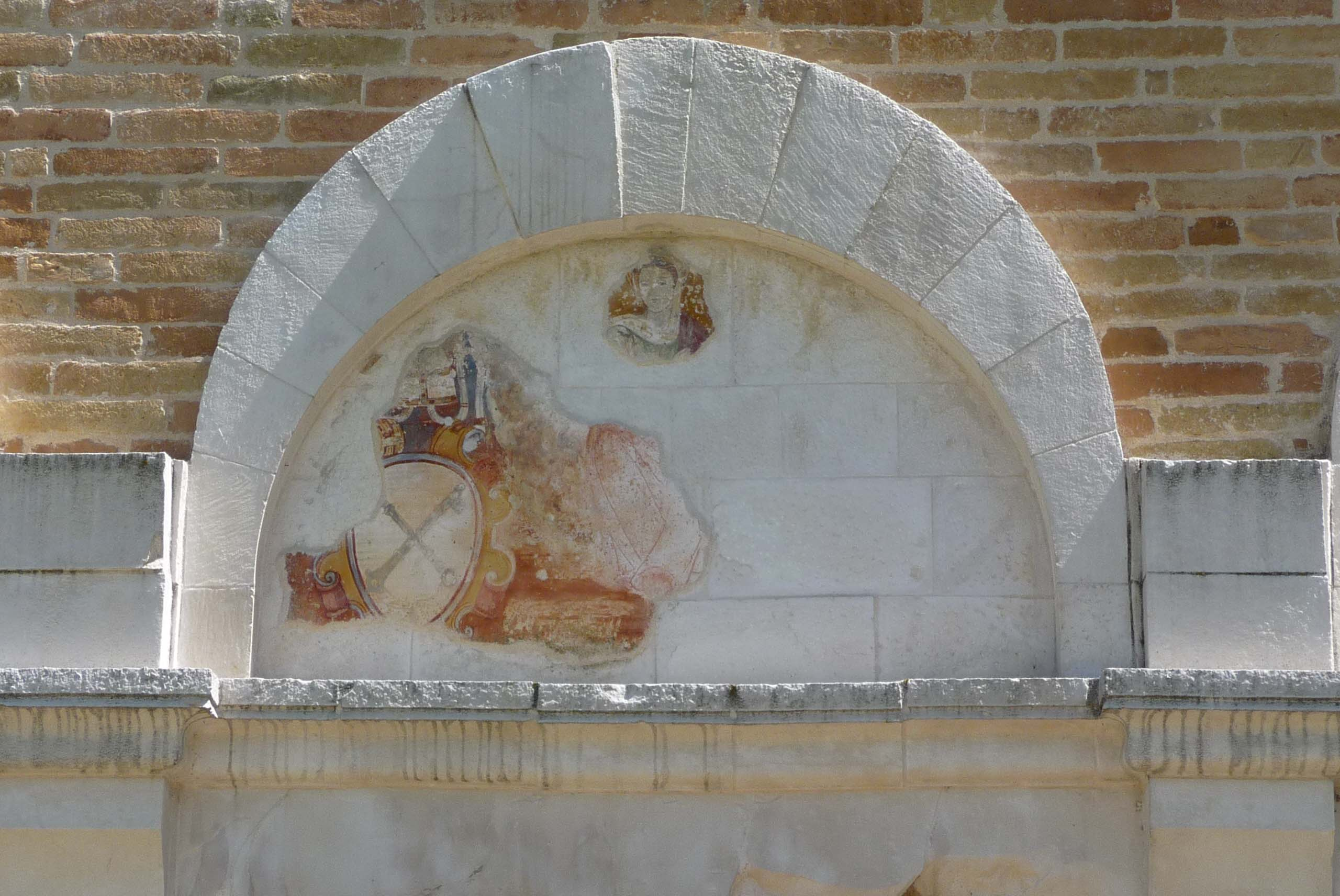
La lunetta del portale

### L'esterno
I muri esterni dei fianchi della chiesa sono anch'essi costituiti da mattoni e conci di pietra, dove questi ultimi sono stati accostati ed ordinati per generare forme di decoro che rispettano lo stesso succedersi delle archeggiature interne.
Le linee chiare della pietra, che emergono dal rosso laterizio, disegnano un'ossatura che incornicia archi ciechi tra lesene su entrambe le porzioni longitudinali e sulla parete presbiteriale, dove si raccordano ai quattro archi ciechi e alla grande monofora che si apre al centro dell'abside.
L'intero tessuto murario presenta finestrature di monofore, alcune a fessura, altre di media grandezza delimitate da transenne decorate con motivi a tralcio e la più grande della zona dell'abside. Questa ha dimensioni maggiori rispetto a tutte le altre, si apre tra due colonnine poggianti su mensole e sovrastate da capitelli decorati a palmette. Il suo contorno è incorniciato da una fascia scolpita con frutta e fiori ed ha il vano sbarrato dalla sua transenna lapidea traforata e lavorata a scacchiera.
Al di sopra del tetto della parete di fondo trova la sua collocazione il campanile a vela realizzato, anche questo, in mattoni e pietra.

### L'interno
L'invaso ha un'armonica struttura longitudinale, quasi rettangolare. Il suo spazio è ripartito in tre ampie navate, con quella centrale di altezza maggiore. Ogni navata è composta di tre valichi, sorretti da pilastri croceiformi, e termina con un'abside di modesta profondità. La porzione d'interno dove insistono le navate ha una copertura a capriate, mentre la zona del presbiterio è chiusa da tre volte a crociera.

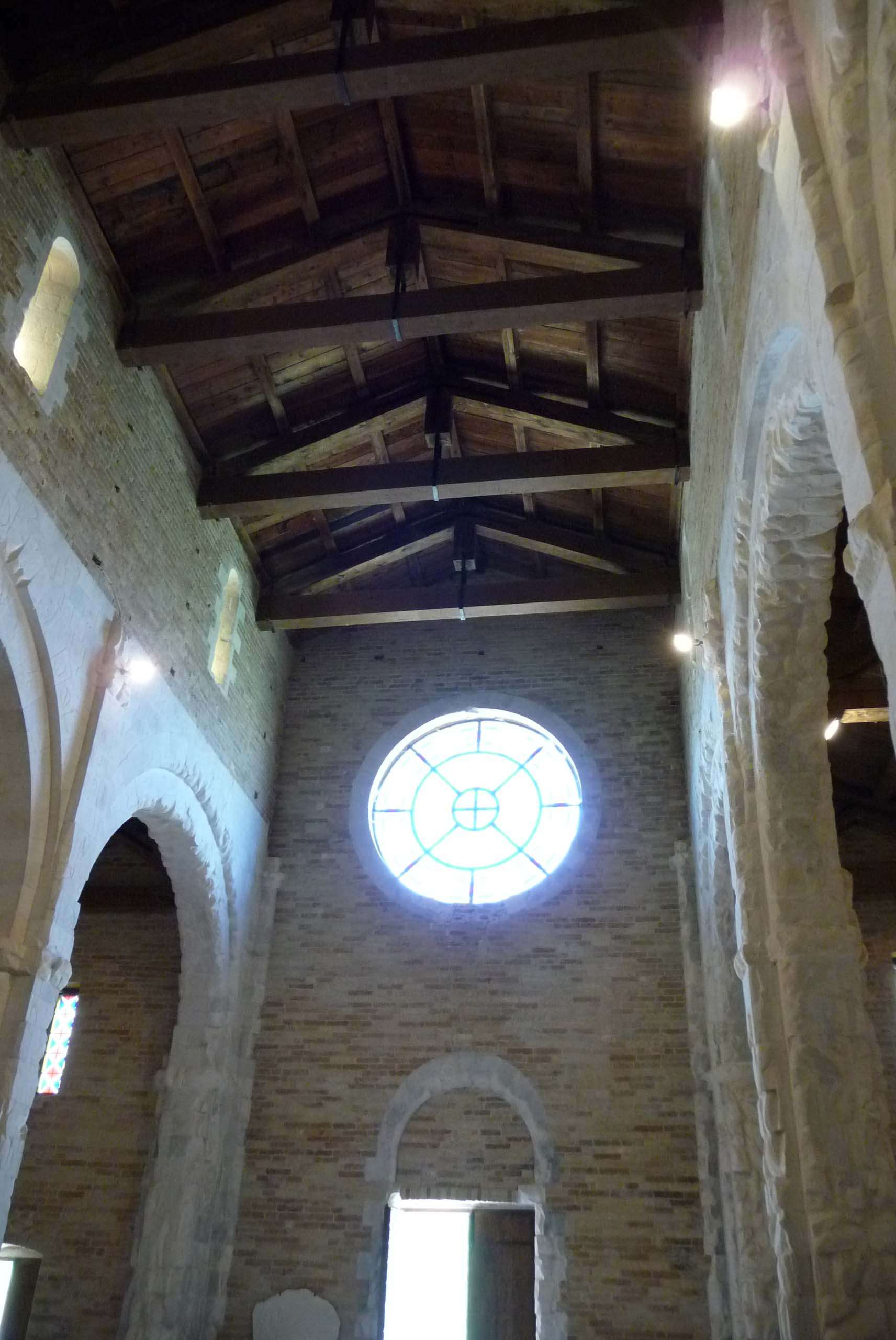
La controfacciata con l'oculo
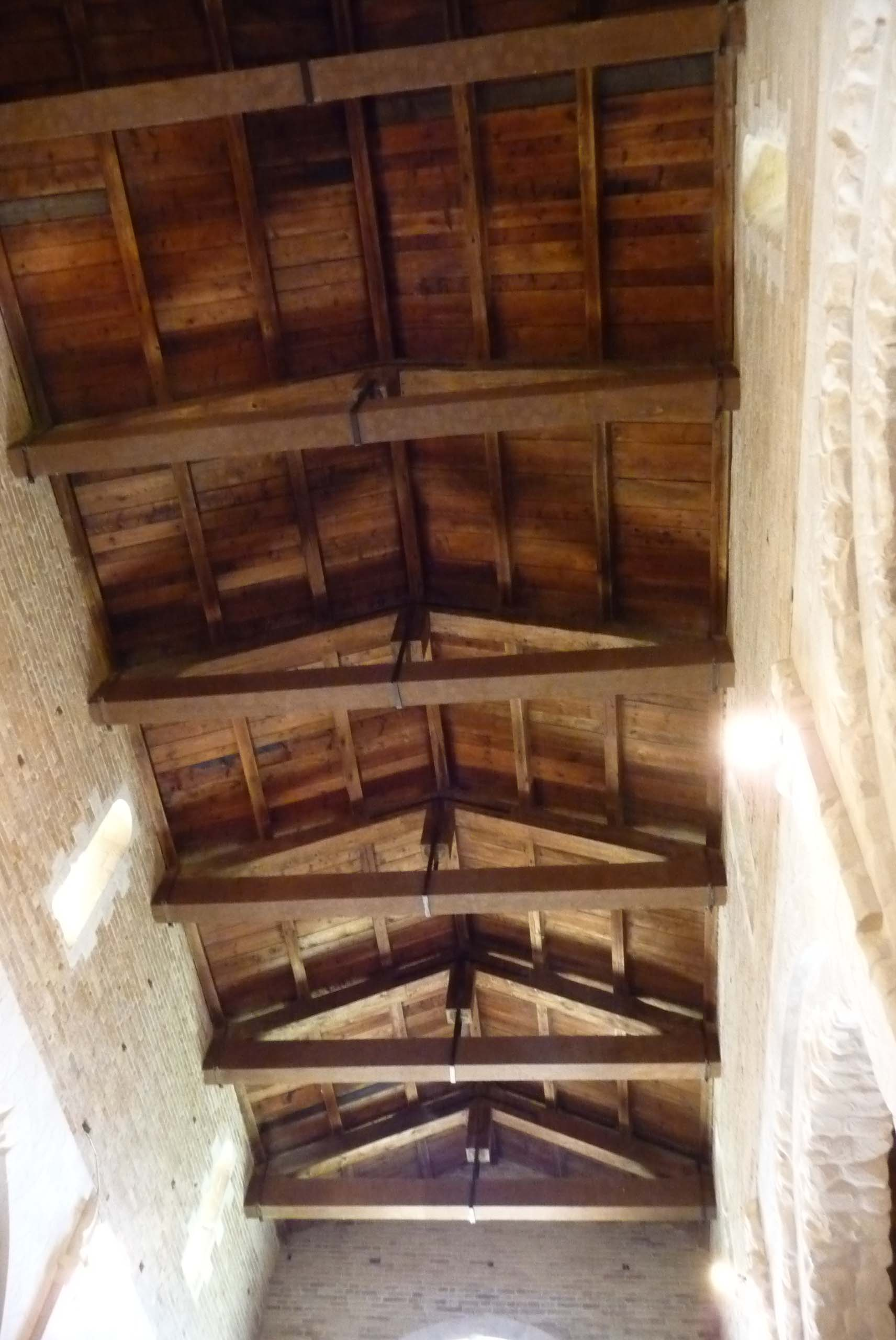
Il soffitto a capriate

### Affreschi
Il catino absidale contiene un ciclo d'affreschi medievali su cui la critica storico-artistica ancora dibatte: sono variamente datati 1181 o 1281, in base all'interpretazione che viene data dell'iscrizione dipinta che corre alla base della calotta absidale. Nella calotta absidale è rappresentato Cristo benedicente all'interno di una mandorla, attorniato da quattro angeli in volo: nella mano sinistra tiene un disco su cui è scritto EGO SUM LUX MUNDI o altrimenti EGO SO(L)LUS MUNDI. Nel primo registro della parete absidale sono rappresentati i dodici apostoli, con al centro la rappresentazione dell'Annunciazione, con la Vergine Maria e l'arcangelo Gabriele, rispettivamente alla destra e alla sinistra della finestra. Nel secondo registro iniziano le scene relative all'infanzia di Cristo: la prima scena a sinistra mostra la Visitazione della Vergine Maria a sant'Elisabetta; segue la Natività di Gesù, con il Bambino doppiamente rappresentato. Al centro della parete e immediatamente sotto la finestrella, è rappresentata l'Adorazione dei re Magi, con la Madonna seduta in trono e il Bambino Gesù in braccio: le figure dei Magi sono completamente scomparse e rimane solo una parte del cavallo riccamente agghindato. Segue la scena della Fuga in Egitto, con la Madonna seduta sul somaro insieme al Bambino e S. Giuseppe li guida, tenendo sulle spalle un bastone con appeso un fagotto e un barilotto, e indossa il pileus cornutus, il berretto a punta utilizzato nel XIII secolo come elemento distintivo per gli ebrei. Nell'ultima scena del secondo registro è raffigurata la Strage degli innocenti e in molti l'hanno collegata alla scena sottostante, l'ultima del terzo registro, variamente interpretata come le pie donne al sepolcro o le madri piangenti degli innocenti.
Sul terzo registro sono rappresentate le scene relative alla Passione di Cristo: la prima raffigura il Bacio di Giuda e la cattura di Cristo operata da una moltitudine di soldati vestiti con l'armatura; segue Cristo davanti a Pilato, portato da un soldato; la flagellazione di Cristo, con ai lati due soldati forniti di scudiscio e bastone; al centro del registro è la Crocifissione, in parte scomparsa, ma si riesce ancora ad ammirare la figura di Longino a sinistra con la lancia e la figura dell'altro soldato con il secchiello dell'aceto. Segue la Richiesta del corpo di Cristo a Pilato da parte della Madonna e di san Pietro; poi la Deposizione nel sepolcro, e l'ultima scena già sopra menzionata.